# Metabolisme (architectuur)
Het metabolisme (Japans: メタボリズム)) was een avantgardistische beweging gevormd in Japan in het begin van de jaren 60 van de twintigste eeuw, die zich bezighield met het uitwerken van een utopisch systeem voor architectuur en ruimtelijke ordening.
Deze stroming ontstond tijdens de voorbereidingswerken voor de Tokyo World Design Conference van 1960 onder invloed van Kenzo Tange en zijn belangrijkste medewerker Takashi Asada.
De metabolistische groep omvatte de architectuurcriticus Noboru Kawazoe, de architecten Kisho Kurokawa, Masato Otaka, Fumihiko Maki en Kiyonori Kikutake en de designers Kenji Ekuan en Kiyoshi Awazu, die samen in hetzelfde jaar het Metabolistisch Handvest opstelden.
De metabolisten hadden een aanzienlijke invloed op de Japanse architectuur van de jaren zestig, met als hoogtepunt de Expo 70 in Osaka.

## Oorsprong van het metabolisme

### Metabolisme geplaatst in de culturele, economische en politieke context van Japan

#### Politieke achtergrond
Architecturale ideeën kunnen het makkelijkst uitgewerkt worden wanneer men niet teruggehouden wordt door plaatsgebrek. Voor Japan, dat een beperkte bewoonbare oppervlakte heeft, viel het oog op buitenlandse gronden.
Tijdens de midden jaren 30 ontstond in Japan het imperialistische concept van de Groot Oost-Aziatische Welvaartssfeer (大東亜共栄圏, Dai-tō-a Kyōeiken). Dit concept had tot doel de culturele en economische eenheid van het Oost-Aziatische 'ras' te bevorderen. Men verkondigde bovendien het voornemen om een zelfvoorzienend blok van Aziatische landen te creëren onder leiding van de Japanse staat en vrij van westerse mogendheden. Het territorium groeide met reuzenstappen en al dit nieuw beschikbaar land was de perfecte bouwgrond voor frisse ideeën en projecten. Maar door de bombardementen van Hiroshima en Nagasaki werd Japan nu geconfronteerd met gigantische open ruimtes die opgevuld moesten worden in het thuisland.

Kaart van de Groot Oost-Aziatische welvaartssfeer, vooral in Mantsjoerije waren er veel vlaktes

In de nasleep van de nederlaag van 1945 waren de meeste Japanse steden zeer zwaar beschadigd en in sommige gevallen volledig verwoest door de branden en bommen van de oorlog. Miljoenen mensen bevonden zich zonder onderdak, de behoefte aan architectonische reconstructie werd net zo urgent als de politieke regeneratie van het land.
Als antwoord op de vraag naar een dringende urbanistische oplossing voorzag Japan, helemaal wedergeboren als een democratische maatschappij, architecten met de kans om een Westerse herbebouwing strategie te volgen. Het traditionele en inheemse werd afgewezen als obsoleet. De massale vernietiging van het Japans stedelijk weefsel gaf de gelegenheid aan architecten om gebieden volledig opnieuw te definiëren.
De naoorlogse periode werd een groot keerpunt voor de ontwikkeling van de architectuur in Japan, moderne bouwkunst werd geaccepteerd en diverse modernistische experimenten werden uitgevoerd. De eerste architectuurwedstrijd gehouden na de oorlog was in 1948 voor de World Peace Memorial Cathedral in Hiroshima, snel gevolgd door de wedstrijd voor het Hiroshima Peace Centre. Kenzo Tange was een van de ontwerpers en zou een van de toonaangevende architecten van het naoorlogse Japan worden.

#### Culturele achtergrond
De avantgardistische metabolistische groep werd gevormd in 1960.
Het onttrok uit de traditie van de Japanse architectuur niet een esthetische bewustzijn van ruimtelijke compositie of vorm, maar een systeem. Metabolisme is een biologische term die verwijst naar de werkwijze waardoor stoffen geproduceerd, onderhouden en vernietigd worden om energie vrij te laten in een organisme. De metabolisten gebruikten het om een architectonisch beeld van cyclische vernieuwing te suggereren. Japan wordt gekenmerkt door verschillende scherp afgelijnde seizoenen. De jaarlijkse cyclus is daardoor duidelijk voelbaar. Andere voorbeelden van de cycluscultuur in Japan is de productie van rijst dat sterk verbonden is met de terugkerende seizoenen. Vele gebeurtenissen van het shinto-geloof zijn ook nauw gerelateerd aan de jaarlijkse cyclus.
De metabolisten abstraheerden van de traditionele Japanse cultuur deze cyclische kwaliteit en pasten deze toe in hun bouwethiek.
Deze benadering kon zich alleen ontwikkelen zodra het verdwijnen van externe druk de Japanners de kans voorzag om hun eigen nationale traditie vrijelijk te interpreteren. In het verleden deed men een poging om overeenkomsten te vinden tussen de Japanse architectuur en moderne (westerse) architectuur, nu was de Japanse architectuur voor de eerste keer bij machte om zich te profileren in de wereld van de bouwkunst op grond van een eigen methode.
In Japan werd modernisme simpelweg opgevat als het tegenovergesteld concept traditionalisme. Het was Tange die tussenbeide kwam en een nieuwe stijl van Japans modernisme wilde creëren door het assimileren van traditie. Deze assimilatie leidde tot experimenteren en een zoektocht naar het nieuwe, in plaats van simpelweg de recombinatie en de heropleving van het oude.

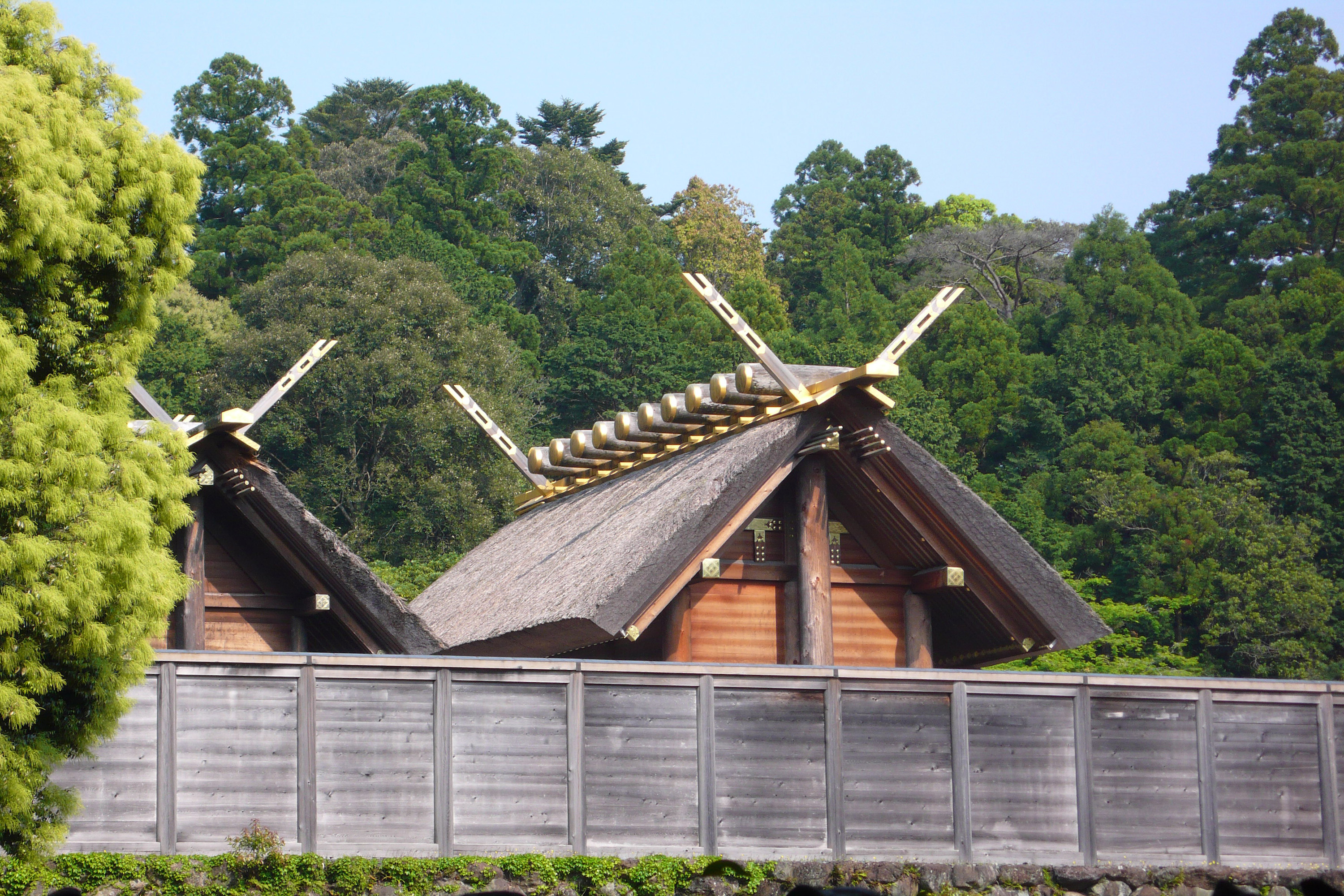
Deze houten structuur wordt elke 20 jaar ritueel vervangen

Een andere heel belangrijke hoeksteen van de Japanse cultuur is de vergankelijkheid, dat gelinkt kan worden met de cycluscultuur. Er is een sterke Japanse traditie van het maken van gebouwen en steden als tijdelijke constructies. Kurokawa en Kawazoe, enkele belangrijke spilfiguren van het metabolisme, schenken bijzonderlijk veel aandacht voor het grote schrijn van Ise, dat om de 20 jaar herbouwd wordt sinds 690. Dit voorbeeld is het Japanse archetype voor het metabolistische ethos van vergankelijkheid.

#### Economische achtergrond
De periode van het metabolisme, beginnend bij de publicatie van het Metabolistisch Handvest van 1960 en eindigend met de Expo ’70 in Osaka, was een decennium van immens optimisme in de economie en ook in de architectuur. De metabolisten hadden het ambitieuze geloof in een versnelde stedenbouw en het gebruik van geavanceerde technologie dat vorm moest geven aan een tot dan toe nog onbestaande natuur- en techno-utopie.
Het moment van het metabolisme is onlosmakelijk verbonden met de enorme veranderingen in Japan tijdens de jaren 50 en 60. De ruïnes van de Tweede Wereldoorlog en de onverwachte economische stimulans van de door de VS geleid conflict in Korea van 1950 tot 1953, waren fundamenteel voor de visies van vernieuwing en verandering dat we in het metabolisme terugvinden. Het was een tijd waarin productie en de geldstroom in een versnelling geraakten.
Het optimisme dat Japan voortduwde op de tweede plaats in de wereldranglijst van het BBP in het midden van de jaren 60, en dat ervoor zorgde dat inschrijvingen aan de universiteiten van 20% naar 40% stegen, was een geschikte voedingsbodem voor de enorme ambities van de metabolistische architecten.

## Het oprichten van de beweging

### De sleutelfiguur Kenzo Tange
Kenzo Tange was een Japanse architect en tevens een van de meest invloedrijkste van de 20e eeuw zowel binnen als buiten Japan. Hij was een meester in het combineren van moderne architectuur met traditionele Japanse elementen. Hij begon met zijn architectuurstudies aan de universiteit van Tokyo in 1935 waar hij vervolgens werd tewerkgesteld vanaf 1946, hij stichtte toen ook het Tange Lab. Door zijn lesgeven en het stichten van het Tange Lab hielp hij de volgende generatie van jonge architecten te vormen, waaronder Kisho Kurokawa, Fumihiko Maki en Arata Isozakai. Veel van zijn studenten zouden later belangrijke figuren worden in de metabolistsche groep en ook op wereldvlak.

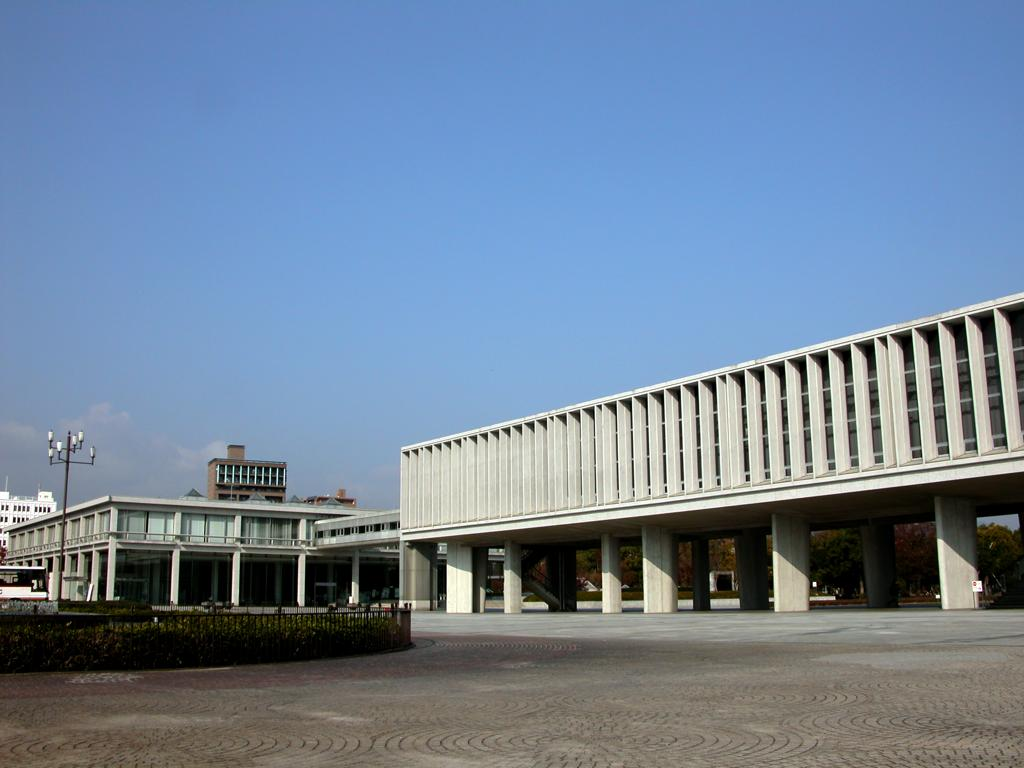
Hiroshima Peace Memorial Museum

Het eerste belangrijke uitgevoerde project van Tange was het Hiroshima Peace Centre (1949-1956). Daarbij werd het stadscentrum van Hiroshima, dat op 6 augustus 1945 door een atoombom was weggevaagd, omgevormd tot een vredesmonument. Het museum, het belangrijkste bouwwerk, bestaat uit piloten en zonweringen die schatplichtig zijn aan de westerse Internationale Stijl, vooral aan Le Corbusier, maar de constructie van de ruimte verwijst ook naar de traditionele Japanse architectuur. Tange bracht het ontwerp in tijdens CIAM VIII (1951), dat "Het stadscentrum" als thema had, en maakte daarmee zijn internationale debuut.
De splintergroep, Team X, bestaande uit jonge architecten die de aanpak van CIAM te paternalistisch, star en niet meer hedendaags vonden aanvoelen hielden vanaf 1959 hun eigen bijeenkomsten waar zij stadsplanning en architectuur besproken. Dit jaar was tevens de laatste samenkomst van CIAM. Tange werd ook hier uitgenodigd en de concepten van "menselijke vereniging", "clusters" en "mobiliteit" werden besproken.
Met deze nieuwe impulsen in het achterhoofd verwijderde hij zich van zijn oorspronkelijke ideeën en schoof hij op in de richting van het metabolisme.
Zijn programmatische ontwerp voor Tokio (1960) was een model van de toekomstige informatiemaatschappij, gericht op oneindige groei. Tange wilde het concentrische stedelijke centrum van Tokio openbreken door middel van een stedelijke as dwars door de Baai van Tokio, over het water dus, van Tokio naar Kisarazu. Niets van het ontwerp werd uitgevoerd. Toch bleef stedenbouw een van de belangrijkste interesses van Tange, wat onder meer blijkt uit zijn masterplan voor de wederopbouw van Skopje (1965-1966) dat hevig geraakt was na een verwoestende aardbeving in 1963.
Tange speelde een belangrijke rol in het debat over de nieuwe vorm van de architectuur in de naoorlogse Japanse democratie.

### Tokyo World Design Conference, 1960
Vanaf 11 tot en met 16 mei 1960 leidde een zelfverzekerd Japan een World Design Conference (WoDeCo) als een podium waar de eigen opkomende talenten geconfronteerd konden worden met de internationale avant-garde.
Na de laatste CIAM bijeenkomst gehouden in Otterloo in 1959, geleid door Team X, vertrok Tange naar de VS om enkele maanden les te geven aan het Massachusetts Institute of Technology en nieuwe ideeën te ontwikkelen met de studenten daar. Thuis in Japan begonnen de metabolisten in wording zich te vormen in zijn afwezigheid, wel altijd volgens zijn instructies achter de schermen.
Volgens Tange had het internationaal platform van de WoDeCo 1960 in Tokio de formatie van een nieuwe Japanse architectonische beweging nodig. Hij gaf Takashi Asada -zijn partner in het Tange Lab en secretaris-generaal van de WoDeCo- de opdracht om jonge architecten en designers te zoeken om in de conferentie te laten meedoen. Asada schaarde zich samen met zijn vrienden Noboru Kawazoe, een architectuur criticus, en Kisho Kurokawa, een student van Tange, die hem moesten helpen bij deze zoektocht. Dit was het startsein voor de geboorte van een beweging. Samen hielden ze nachtelijke bijeenkomsten waar veelbelovende jonge talenten deelnamen aan intense en uiteenlopende debatten. Deze groep zou de metabolistische groep worden.
Tokyo’s World Design Conference (WoDeCo) had zijn wortels in het International Design Conference in Aspen (IDCA). Isamu Kenmochi en Sori Yanaga bezochten Aspen als vertegenwoordigers van het Japanse comité van internationaal design (waaronder ook Tange deel van uitmaakte) en stelden voor om de volgende editie van 1958 te houden in Tokyo in plaats van Aspen.
Will Burtin, de grafische vormgever en medestichter van IDCA, was een voorstander van dit idee omdat het evenement dan eindelijk echt een "internationaal" gegeven zou worden.
Een voorbereidend comité werd in Japan opgesteld maar de communicatie met de VS verliep niet zo vlot. Tange reisde af naar New York in 1957 om Burtin te confronteren met het duidelijke uitstelgedrag dat vanuit het IDCA kwam rond de Japanse editie van de conferentie. Het WoDeCo voorbereidingscomité was al lang tot stand gekomen en het beschikte over genoeg zelfvertrouwen om de conferentie onafhankelijk te organiseren, zonder de besluiteloze Amerikanen. In plaats van een IDCA gebaseerd in Aspen met een excursie naar Japan, was er nu het idee van een constant verplaatsende World Design Conference.
Maar WoDeCo bleef een eenmalig gebeuren, Burtin nam niet deel en hield op hetzelfde moment het IDCA.
Asada wierf overdag politiekers, bureaucraten, zakenleiders, journalisten en academici aan; ’s nachts zag hij toe op de vorming van een nieuwe avant-garde. Hij en Kawazoe brachten een groep jonge architecten en designers bij elkaar voor discussies in het Ryugetsu hotel te Ginza. Zoekend naar oplossingen voor de stedenbouwkundige crisissen veroorzaakt door Japans economische boom en het schaars aanwezige bebouwbare landoppervlak, greep de groep terug naar precedenten - de cyclische hernieuwing van het Ise schrijn en de modulaire groei van het Katsura paleis - als inspiratiebron voor een nieuw type van veranderende architectuur. De groep bestond uit, Kenzo Tange en Takashi Asada als de organiserende krachten, Noboru Kawazoe, Kisho Kurokawa, Masato Otaka, Fumihiko Maki, Kiyonori Kikutake, Kenji Ekuan en Kiyoshi Awazu.
Takashi Asada, secretaris-generaal, en Hisaakira Kano, voorzitter van het voorbereidingscomité, garandeerden de bijstand van de regering en industriële titanen waaronder het Ministerie van Internationale Handel en Industrie, het Agentschap voor patenten, het Buitenlands Ministerie en JETRO (het regering agentschap voor export). Terwijl oudere leden van het comité bezig waren met het verwerven van sponsors, hielden de jongeren, zoals Kawazoe en Kurokawa, zich bezig met het voorbereiden van de agenda voor de conferentie en het uitnodigen van architecten en designers van over heel de wereld.

## Het Metabolistisch Handvest
Op initiatief van Kawazoe begonnen Kikutake en Kurokawa te werken aan een compilatie van hun ideeën tot nu toe gevormd: "Metabolism: The Proposals for New Urbanism". Ze werkten in cafés en in het Tokyo International House. In de tussentijd werkten Maki en Otaka, de andere eenheid binnen het Metabolisme, samen aan het concept van Group Form toe te passen op het plan voor het station Shinjuku in Tokio, dat ook zou verschijnen in het boek. Op het laatste moment realiseerde Kawazoe dat er geen inleiding was in het boek, dus hij scheef een korte tekst waarmee hij alle projecten groepeerde onder een conceptuele paraplu - hij was de enige die daadwerkelijk gebruik maakte van het woord "metabolisme" (wel praat elke bijdrager van het boek over processen van vernieuwing in hun plannen voor toekomstige steden). De inleiding gaf de pamflet het gevoel van een manifest te zijn, ook al werd het nooit expliciet beschreven als zodanig.
Awazu ontwierp het boek en creëerde een logo, en Kawazoe's vrouw, Yasuko, werkte aan de lay-out. Het 89-pagina's tellende boek werd gedrukt in een oplage van 2000 door Bijutsu Shuppansha. Het werd verkocht door Kurokawa en Awazu voor ¥ 500 aan de ingang van de Sankei Kokusai Hall, de zaal van het WoDeCo. Zo werd het metabolisme voor het eerst aan een internationaal publiek aangekondigd. Het boek is geschreven in het Japans met een Engels vertaling.
De inleiding leest als volgt:
"Metabolism is the name of the group, in which each member proposes further designs of our coming world through his concrete designs and illustrations. We regard human society as a vital process - a continuous development from atom to nebula. The reason why we use such a biological word, metabolism, is that we believe design and technology should be a denotation of human society. We are not going to accept metabolism as a natural process, but try to encourage active metabolic development of our society through our proposals."
De essentie van het metabolisme was dat de gebouwde omgevingen niet statisch zouden zijn, maar constante veranderingen zouden kunnen ondergaan. In plaats van te denken in termen van vaste vorm en functie wilden deze architecten een systeem van onderdelen bedenken dat voortdurend kon evolueren, aangepast aan de noden van het moment.

### Ocean City door Kikutake
Kikutake’s "Ocean City" is de eerste essay aanwezig in "Metabolism: The Proposals for a New Urbanism", en beslaat de eerste 36 pagina’s van de 89 pagina tellende pamflet. Het behandelde 3 projecten: "Tower-shaped City", "Marine City", allebei al uitgedacht in 1958, en het nieuwe project "Ocean City", een combinatie van de twee vorige projecten. Tower-shaped City en Marine City werden al eerder voorgesteld aan een internationaal publiek door Tange tijdens CIAM ’59 te Otterlo.
Een maand vóór het WoDeCo maakte Kikutake de fundamentele idee van het metabolisme bekend: "kunstmatige grond". Het verbindend begrip achter de verschillende werken die de metabolisten aan de wereld zullen presenteren. Kunstmatige grond is een oplossing voor de afwezigheid van tabula rasa of zelfs fundamentele stabiliteit en beschikbaar land in Japan.
Als er geen grond is om op te bouwen zal het metabolisme zich aanpassen en eigen oppervlaktes creëren.
Deze idee verscheen in april in het magazine Kendai Kenchiku en de titel van het artikel luidde: "A Proposal: Let's Liberate the Ground".
"Onze voornaamste opdracht is om mensen land op aanvraag aan te bieden, dat wil zeggen kunstmatige grond. Dit zouden platen van gewapend beton kunnen zijn in de vorm van iets zoals muren (waar plug-in capsules aan bevestigd kunnen worden) of drijvend op de oceaan.
Dit idee wordt behandeld in Kikutake’s projecten:

#### Tower-shaped City
"Tower-shaped City" is een betonnen cilinder van 300 meter hoog waar de infrastructuur van een hele stad, inclusief transport, leidingen, bedradingen, openbare diensten en zelfs een fabriek voor geprefabriceerde huizen/woonunits gehuisd kunnen worden. De cilinder kan gezien worden als een verticaal kunstmatig "land" waar 1250 woon-units aan bevestigd kunnen worden, wat betekent dat 5000 mensen een huis hebben. Het idee van "major and minor structure" wordt ook behandeld: de 300 meter betonnen schacht is de "major structure" en alle elementen aan deze cilinder bevestigd de "minor structures". De individuele appartementen, in vorm van geprefabriceerde modules, zouden in de kern van de schacht worden gebouwd en, eens klaar, aan de buitenkant bevestigd worden. De modules zijn vervangbare units bestemd om elke 50 jaar hernieuwd te worden. De stad zou groeien zoals de bladeren en takken aan een boom.
De verticale structuur zou volgens Kikutake vrij zijn van de chaos en verwarring van de traditionele stad bestaande uit straten en woonblokken.

#### Marine City
"Marine City", Kikutake’s tweede project, moest boven de "continentale beschaving" uitstijgen. Volgens Kikutake zijn de mensen door de hedendaagse manier van leven vastgebonden aan het land wat de oorzaak van veel kwaad is zoals bijvoorbeeld oorlogen. Marine City moet mensen bevrijden van hun afhankelijkheid van het land en een nieuwe maatschappij stichten: een drijvende stad op zee. De oppervlakte moet voorbehouden worden voor landbouw, industrie en vermaak terwijl aan de onderkant woonblokken tot 200 meter diep onder water zouden gebouwd worden. Deze drijvende steden zouden gefabriceerd worden door een drijvende fabriek dat als "moederschip" verschillende "Marine Cities" zou doen ontstaan. Deze steden zouden niet geankerd worden en overal heen kunnen drijven; net zoals een organisme zou de stad zijn eigen leven hebben. Wanneer de stad niet langer geschikt zou zijn om in te leven zou de stad zinken naar de bodem waar de natuur de structuur kan opeisen.

#### Ocean City
"Ocean City" was een nieuwe ontwikkeling die Kikutake’s vorige twee projecten combineerde. Een nog groter plan bedoeld om 500.000 mensen onderdak te verschaffen, de bevolking zou streng gecontroleerd worden. Eens het bevolkingsaantal overschreden wordt zal de stad zich vermenigvuldigen zoals cellen dat doen bij mitose. De basis lay-out bestaat uit 2 ringen drijvend op water: de binnenste ring is bedoeld voor huizen en de buitenste ring is bedoeld voor productie. De ringen zijn verbonden door gebouwen waar de administratie wordt ondergebracht. Het water tussen de buitenste en binnenste ring moet gebruikt worden voor visboerderijen en het water beschikbaar binnenin de binnenste ring moet dienen voor recreatie.
De huizen in Ocean City zijn gebaseerd op de "Tower-shaped City"; een schacht waar verplaatsbare units aan bevestigd worden.

### Material and Man door Kawazoe
Kawazoe, een journalist, droeg niet bij het invoegen van een design project in het Metabolsitisch manifesto. In de plaats daarvan schreef hij een artikel genaamd "Material and Man".
Hij begon in het artikel met het veroordelen van kernwapens en de productie ervan door de grote wereldmogendheden. Deze vrees kon alleen weggenomen worden door nieuwe leiders van het optimisme. Waar politici en grote denkers gefaald hadden moesten architecten en designers de nieuwe leiders worden om zo optimisme de wereld in te brengen. Dit omdat zij werken konden maken die zouden blijven voortbestaan zelfs al werd elke persoon op aarde vernietigd.
Net zoals de andere metabolisten legde Kawazoe uit dat de wereld constant onderhevig was aan processen van veranderingen en hergeboortes. Steden moesten volgens hem dit natuurlijk proces volgen en deze taak was de verantwoordelijkheid van architecten.
Hij sloot de essay af met een gedicht "My Dream after 50 Years" bestaande uit 3 delen: "I want to be a Kai (seashell)", "I want to be a Kami (god)" en "I want to be a Kabi (bacterium)".

### Toward Group Form door Otaka en Maki
Otaka en Maki gebruikten voor het uitstallen van hun idee een echt bouwproject, de bouw van de stationsbuurt in Shinjuku, in tegenstelling tot de speculatieve projecten van de andere metabolisten. Ze vonden dat het tijd was voor een nieuwe aanpak bij stadsontwikkeling, "Group Form".
Architectuur had volgens hen altijd de focus gezet op het bouwen van 1 heterogeen gebouw in de ruimte: de piramiden, het parthenon, een flatgebouw. Dit betekent dat een stad gelijkgesteld wordt aan de som van haar elementen en dus zodra 1 element verdwijnt, het totaalbeeld niet meer klopt. Wat Otaka en Maki voorstellen is niet bouwen met het idee van een gebouw te plaatsen. Ze willen een groep neerzetten waarbij de totaliteit niet bestaat uit de som van de elementen maar waarbij de elementen in het totaalbeeld inbegrepen worden. Zij zetten dit idee in een formule:
{\displaystyle TOTALITY=\sum ELEMENTS\neq TOTALITY\supset \sum ELEMENTS}
- {\displaystyle \supset } is het wiskundig symbool dat inclusief betekent
- {\displaystyle \sum } betekent sommatie

Met de bouwethiek van "Group Form" zal het totaalbeeld onveranderd blijven zelfs als er een element afwezig of aanwezig is. Dit wordt concreet uitgelegd in de entertainment-wijk voor het Shinjuku station dat op een bloem moest lijken. Het plaza vormt het centrum waarrond het operagebouw, theaters, concertzalen, bioscopen... uitstralen zoals bloembladen. Zo kan het totaalbeeld behouden blijven zelfs als er enkele bloemblaadjes afwezig zijn; een bloem blijft in onze gedachte altijd een bloem zelfs als niet alle bladen aanwezig zijn.

### Space City door Kurokawa
Kurokawa schreef de laatste essay in het boek, "Space City", waar hij vier projecten voorstelde: "Agricultural City", "Mushroom-shaped house", "New-Tokyo Plan" en "Wall City".
"Agricultural City" en "Mushroom House" zijn de eerste twee projecten besproken in Kurokawa’s essay. Hij vond dat er een te grote spanning was tussen de moderne stad en de landbouw gemeenschappen. Hij wou deze twee vormen van leven integreren tot 1 geheel, "Agricultural City". Deze steden zouden 500 meter op 500 meter groot zijn ingedeeld in 25 woonblokken van 100 op 100 meter en verhoogd worden tot 4 meter boven de grond door zuilen. In het midden van de gemeenschap zou een tempel, een school en een schrijn staan.
Op deze zwevende platformen zou het stadsleven zijn met transport, leidingen, infrastructuur, … en onderaan de landbouw.
"Mushroom-shaped Houses" zouden de huizen zijn voor de mensen die deze steden bewoonden. Dit zijn huizen in de vorm van paddenstoelen: een verticale schacht met een platform waarop geen dak of muren aanwezig zijn maar afgedekt wordt door een enorme paddenstoelvormige structuur, lijkend op een pagode dak, met bovenaan een opening om zonlicht door te laten aangezien er geen ramen aanwezig zijn.
"New-Tokyo Plan" is een stadsmodel voor Tokio waarbij de stad gedecentraliseerd en herschikt wordt in de vorm van een kruis, zich uitstrekkend vanuit het bestaande stadscentrum. "Bamboo-shaped Cities" moeten langs deze kruisvorm geplaatst worden. Deze steden lijken op Kikutake’s idee van "Tower-shaped City" maar deze zouden onder de maximale hoogte van 31 meter blijven (de bouwvoorschriften van Tokyo toen).
"Wall City" moest voor Kurokawa de afstanden tussen thuis en werk, ontstaan door stedelijke wildgroei, verkleinen. Hij stelde voor om een hoge muurstructuur te bouwen wat als basisskelet van de stad zou dienen, met de mogelijkheid tot groei. Aan de ene kant worden huizen geplaatst en aan de andere kant van de muur de werkgelegenheden. De afstand van thuis naar werk zou dus maar even ver zijn als de breedte van de muur zelf. Ook merkte hij op dat het leven enorm was aan het veranderen; vooral de traditionele (Japanse) familiestructuur. Hij dacht dat in de toekomst de mens meer en meer buiten familieband zou gaan leven om uiteindelijk in 1-persoonshuizen te gaan wonen. Dit idee van een vrijgezellen woon-unit realiseerde hij later in de vorm van de "Nakagin Capsule Tower in 1972.

## Expo '70 Osaka
De wereldtentoonstelling van 1970 werd gehouden in Osaka op een leeg stuk grond van 330 hectare, 15 km van het centrum. Expo '70 liep van 15 maart tot 13 september met het thema "Vooruitgang en harmonie voor de mensheid". Er deden 77 landen mee, werd bezocht door ongeveer 60.000.000 mensen en leverde ¥10.000.000.000 op; waarmee het een van de grootste en meest bezochte wereldtentoonstelling ooit was.
Ook kan het gezien worden als de apotheose van het Metabolsime: Kenzo Tange, het meesterbrein, stelde Kikutake aan om de Expo Tower te ontwerpen; vroeg aan Ekuan om zich te bekommeren om het straatmeubilair en transport, en aan Otaka om de toegangspoort en het transport naar de Expo te regelen. Kawazoe en Isozaki hielpen hem bij het bouwen van het grote dak boven het Festival Plaza en de "Mid-Air exhibiton" eronder. Onafhankelijk van Tange won Kurokawa het recht om 2 paviljoenen op te richten tijdens de tentoonstelling. Expo 70 herstelde ook echt het zelfvertrouwen van het Japanse volk. Dit was al lang bezig door het miraculeuze herstel na WOII maar het werd nu eindelijk zichtbaar gemaakt om door heel de wereld aanschouwd te kunnen worden.

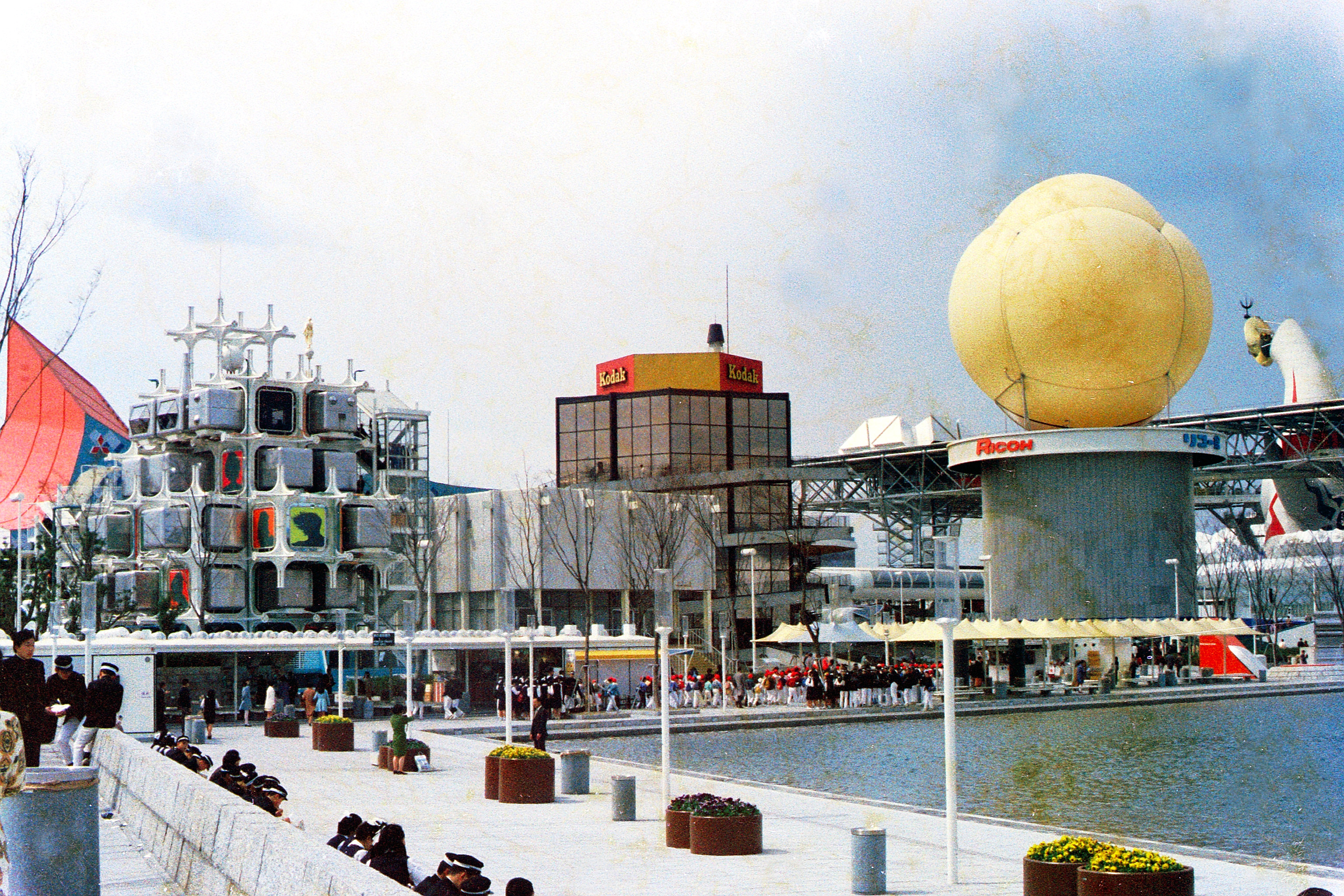
Enkele paviljoenen met rechts van achter het Big Roof en Tower of the Sun

De ontwikkeling van het masterplan werd in 1966 toevertrouwd aan Kenzo Tange en Uzo Nishiyama, een professor aan de universiteit van Kyoto. Hun standpunten waren echter te verschillend waardoor samenwerking moeizaam verliep. Het werk werd daarom verdeeld: Nishiyama vormde het concept en Tange bekommerde zich om de uitwerking van het masterplan.
Nishiyama wou een expositie opgebouwd rond een "Festival Plaza", een openbare ruimte waar 150.000 konden socialiseren met elkaar. Dit werd de "Symbol Zone" genoemd.
Wanneer Tange volledige controle nam, bracht hij een groep van 12 architecten samen om het masterplan uit te werken. De tentoonstelling moest zoals een boom zijn met een stam (Symbol Zone), takken (bewegende wandelpaden en straten) en de verschillende paviljoenen moesten bloemen voorstellen. Tange respecteerde dus het initiële idee van een Festival Plaza en dit zou later het icoon worden van Expo '70.

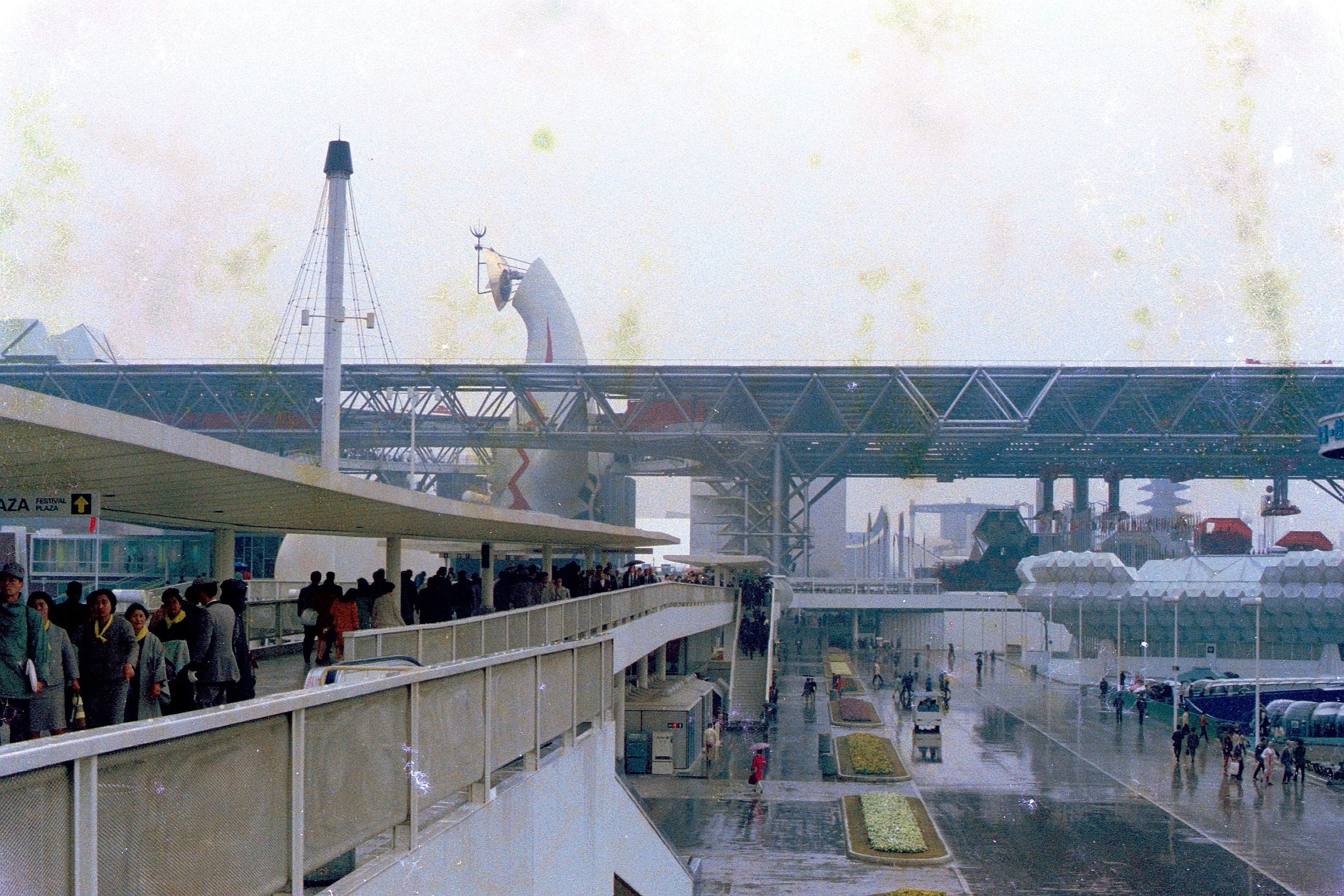
Het Festival Plaza geherbergd onder het Big Roof met de Tower of the Sun in het midden

Om het Festival Plaza onderdak te verschaffen (het regent veel in Osaka tijdens de zomer), en om een icoon te geven aan de expo, ontwierp Tange "The Big Roof". Het grote dak, 29.170 vierkante meter, vertaalde ook helemaal het metabolistische idee van kunstmatige grond. In het dak werd een "Mid-Air exhibition" gehouden, een stad in de lucht. Op een hoogte van 30 meter werden er elf installaties opgebouwd door de avant-garde uit het Oosten en ook het Westen (o.a. Archigram, Yona Friedman en Moshe Safdie). Ze bouwden capsules, symbool van de toekomst waarvan er gedacht werd dat mensen meer geïsoleerd zouden leven maar paradoxaal genoeg in contact met iedereen zouden zijn door technologie.
Het grote dak werd doorboord door een enorm monument: "Tower of the Sun", wat een enorme juxtapositie creëerde.
De locatie van de wereldtentoonstelling is nu het Expo Commemoration Park (万博記念公園 Banpaku kinen-koen). De paviljoenen werden gesloopt en het enige wat nog overblijft is een deel van het grote dak en "Tower of the Sun".

## Latere jaren
Naarmate de tijd vooruitging, kwam er aan de economische bloei in Japan een einde. Vooral de oliecrisis van 1973 was een grote schok voor de (wereld)economie waardoor het optimisme van de jaren 60 verdween. Nadat het metabolisme zijn hoogtepunt had bereikt in Osaka verdween het optimisme dat de beweging voedde, en de beroepsgroep van architecten viel uiteen in een "professionalistische" meerderheid en een "conceptualistische" minderheid.
In dit veranderende klimaat bleek het, ironisch genoeg, dat de metabolisten over te weinig flexibiliteit beschikten om te overleven. De weinige projecten die werden gerealiseerd, bestonden uitsluitend als geïsoleerde, onveranderlijke monumenten. De olieboycot en de economische crisis ermee gepaard duwden het metabolisme in haar eindfase.
Met de onafhankelijkheden in Afrika en de modernisering van de islam in Noord-Afrika en het Midden-Oosten, kon de metabolistische esthetiek voor het eerst geconcretiseerd worden op de schaal van een hele stad-staat. Tange en enkele metabolisten maakten gebruik van de kansen die zich voordeden in het Midden-Oosten en Afrika. De nieuwe onafhankelijke staten zochten naar moderniteit en beschikten over genoeg kapitaal. Ze begonnen buitenlandse architecten te raadplegen om gebouwen en steden te plannen vanaf nul. Voor Tange en de metabolisten werd het project om naties elders te bouwen een goed ontvangen alternatief voor de stagnatie in Japan. Het feit dat Japan een ontwikkeld land was, dat niet tot het Westen behoorde, met expertise op gebied van bouwen en een soortgelijke cultuur had van eerbied, gepaard met de Japanse beleefdheid, was heel aantrekkelijk voor de Arabische landen.
Vooral Tange en Kurokawa hadden veel grootse plannen maar het politiek geweld: aanslagen (Saoedi-Arabië), een staatsgreep (Nigeria) en een revolutie (Iran) zorgden ervoor dat deze niet (volledig) uitgevoerd konden worden. Anderzijds zorgden de dictaturen voor stabiliteit zodat enkele projecten toch konden worden gecompleteerd (Syrië, Abuja).

## Geselecteerde werken
Hier onder zijn een paar architectonische realisaties die de geest van het metabolisme incarneren. Het idee van groei en aanpassing aan de veranderende noden is in deze werken aanwezig.

### Nakagin Tower

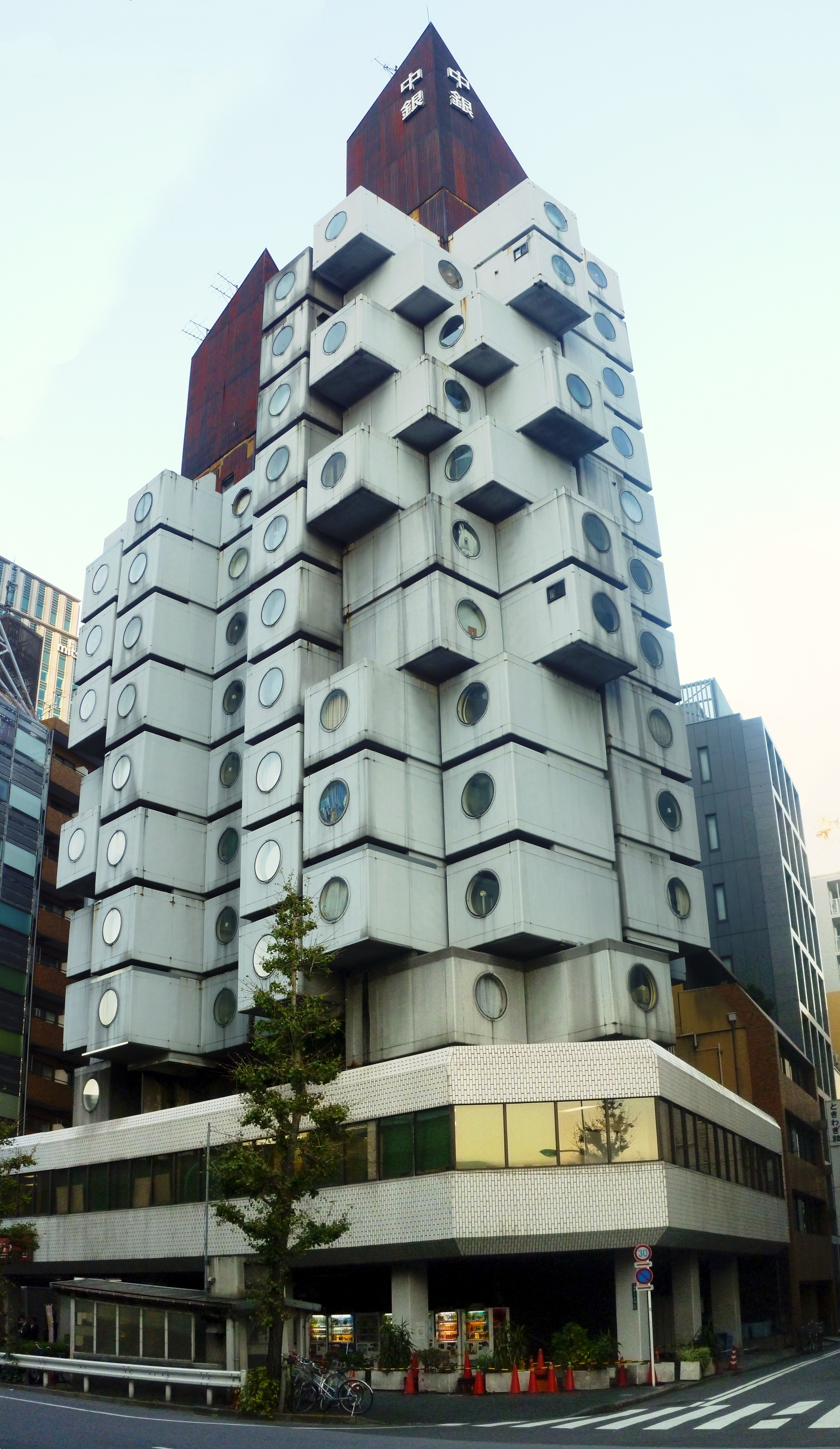
Nakagin Capsule Tower van Kisho Kurokawa

De Nakagin Capsule Tower van Kisho Kurokawa, gebouwd in 1972, belichaamt het metabolisme volledig. Het is ook een van de weinig echt gerealiseerde projecten.
De toren bestaat uit aparte woonunits, gemaakt voor vrijgezellen. De bedoeling was om deze "uit te pluggen" en te vervangen met nieuwe wanneer het tijd was voor vernieuwing. Dit werd echter nooit in praktijk gebracht en de toren ligt nu te verkrotten met nog een paar inwonenden.

### Yamanashi Press and Broadcasting Center

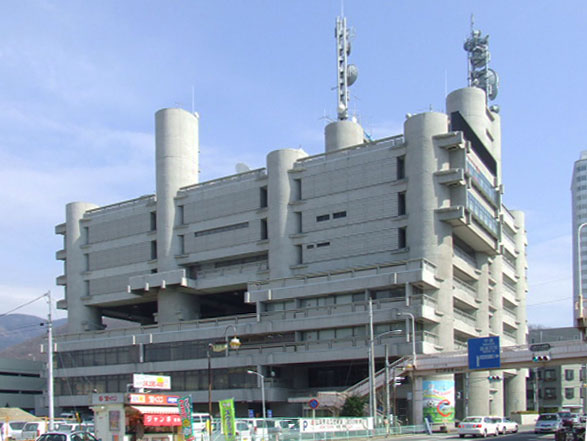
Het gebouw vandaag: volledig dicht gebouwd tussen de cilinders, zoals Tange het zich voorstelde in de jaren 60

Tange moest dit gebouw ontwerpen voor een gefusioneerd bedrijf van kranten-, uitzendingen- en drukbedrijven. Tange gaf elke divisie een verticaal deel met "communicatie schachten" die mechanische systemen bevatten en de mensen kan laten circuleren. De cilinders verschaffen de mogelijkheid voor toekomstige groei, wat ook gebeurt in 1974 (10 jaar na de voltooiing), ontspruitend uit de stompen van de opzettelijk niet afgewerkte cilinders.